# Idioma bhutia
El bhutia o sikkimés es un idioma de la familia de las lenguas tibéticas meridinales.
Se trata de un idioma minoritario hablado por la comunidad bhutia de Sikkim (Himalaya indio), donde representan alrededor del 10% de la población.
- Datos: Q35285